# María Antonia Berger
María Antonia Berger (1942-1979) fue una licenciada en sociología argentina, militante de la organización Montoneros y una de las sobrevivientes a la Masacre de Trelew.
Fue detenida el 3 de noviembre de 1971 por su militancia política en Montoneros y su anterior implicación en el PTR-ERP. Luego de ser herida por la ráfaga de metralla, en Trelew, logró introducirse en su celda, donde además, recibió un tiro de pistola, siendo la última en ser trasladada a la enfermería. Fue secuestrada y desaparecida a mediados de 1979, aunque fuentes no confirmadas del Ejército Argentino citan que María Antonia Berger se encontraba prófuga a la fecha de 1977. Asimismo se le acusó de participación en el asesinato del teniente primero Azua.[cita requerida]

## Masacre de Trelew y Supervivencia
El 15 de agosto de 1972, veinticinco presos políticos argentinos se fugaron del Penal de Rawson. Seis de ellos -Roberto Quieto, Marcos Osatinsky y Mario Roberto Santucho, entre otros- lograron llegar a Chile y diecinueve no llegaron a subir al avión y decidieron entregarse.
El 22 de agosto de 1972, los 19 presos fueron obligados a salir de sus celdas, los hicieron pararse en fila en el pasillo y los fusilaron. Quienes sobrevivieron a la primera ráfaga, se tiraron dentro de los calabozos. 
Berger, luego de recibir un primer impacto en el estómago, se arrojó dentro de su celda. Un segundo impacto le destrozó la mandíbula, pero aun así logró sobrevivir y escribir con su dedo ensangrentado LOMJE ( "Libres o Muertos, Jamás Esclavos"). 
Fue amnistiada durante el gobierno de Héctor José Cámpora, el 25 de mayo de 1973.

## Parecido con Dagmar Hagelin
La adolescente sueco-argentina Dagmar Ingrid Hagelin fue secuestrada en enero de 1977, por el Grupo de tareas 3.3.2 de la ESMA cuando la confundieron con Berger; de mayor edad y estatura pero con la misma ascendencia nórdica.

## Fallecimiento y desaparición
Berger falleció en 1979, en un enfrentamiento con las Fuerzas Armadas y su cuerpo fue exhibido en la ESMA a modo de trofeo y luego fue desaparecido. Ocurrió el 16 de octubre de 1979. Una vuelta de tuerca en este relato: Orlando “Nano” Balvo, militante de Juventud Peronista, luego del Peronismo de Base y por último del Partido Peronista Auténtico, es el personaje central de un libro escrito por Guillermo Saccomanno, titulado “Un maestro” y editado por Planeta en 2011. En el mismo, este compañero peronista, relata su encuentro en Roma, Italia con María Antonia Berger durante su exilio y sobre el trágico final de ella relata que:

“En tanto, en Buenos Aires, los milicos reconocieron a María Antonia, la cercaron en una casa. María Antonia buscó negociar a los gritos. Se identificó: ‘Soy María Antonia Berger. Me entrego’, gritó. Salió. Tiró la pistola. Los milicos se le fueron encima. Y volaron con ella. María Antonia se había cargado el cuerpo de granadas”. Es un final distinto al que se conocía hasta ahora.